# Мери Попинс
Мери Попинс је серија од осам књига за децу аустралијско-британске списатељице П. Л. Траверс која је објављена у периоду од 1934. до 1988. године. Све књиге у серији илустровала је Мери Шепард.
Главни лик књиге је Мери Попинс, магична енглеска дадиља коју доноси ветар с истока у Лондон, Трешњевачку улицу број 17, у породицу Бенкс, да се брине о њихових петоро деце. Уследиће бројне авантуре уз различите необичне ликове, које трају све до тренутка када магична дадиља изненада не одлучи да одлети и напусти породицу. Једино у прве три књиге Мери Попинс долази и затим напушта породицу, док остале књиге представљају збирку незаписаних авантура из прве три посете. "Не може заувек изнова да долази и одлази" објаснила је Траверс у предговору књиге Мери Попинс у парку. 
Књиге су адаптиране од стране Волт Дизни продукције у мјузикл Мери Попинс (1964), у коме главну улогу тумаче Џули Ендруз и Дик ван Дајк. Филм Спасавање господина Бенкса (2013) приказује процес снимања филма из 1964. Наставак филма из 1964. године, Повратак Мери Попинс, изашао је 2018. године, а главну улогу тумачи Емили Блант.
Disney Theatrical Productions је у колаборацији са сер Камероном Мекинтошем у лондонском Вест Енд театру направио истоимени позоришни мјузикл. Мјузикл је затим 2006. године премештен на Бродвеј, где се приказивао све до 2013. године. 

## Књиге

### Мери Попинс(1934)
У првој књизи упознајемо породицу Бенкс која живи у Трешњевачкој улици број 17 у Лондону. Њу чине господин и госпођа Бенкс, њихова деца Џејн и Мајкл и бебе близанци Џон и Барбара. Када њихова дадиља, Кејти Нана, љутито напусти кућу, Мери Попинс се појављује са својом великом путном торбом донета веома јаким источним ветром. Прихвата посао дадиље (приставши да остане све док се ветрови не промене), а деца ускоро сазнају да њихова дадиља, мада строга, прека и надмена, има магичне моћи због којих живот постаје чудесан. Нека од искустава која Џејн и Мајкл доживе су: чајанка на плафону са господином Вигом, пут око света помоћу компаса, куповина колача од ђумбира у облику звезде од изузетно старе Госпође Кори, упознавање жене која продаје храну за птице, прослава рођендана у зоолошком врту и божићна куповина са звездом Мајом из сазвежђа Бика. На крају књиге, у сцени која је можда најпознатија и највише повезивана са њом, Мери Попинс отвара кишобран и ношена западним ветром напушта породицу Бенкс.

### Оригинална и адаптиране верзије поглавља „Лош четвртак“
Прва верзија књиге је садржала поглавље „Лош четвртак“ у коме Мери и деца помоћу компаса обилазе свет у знатно кратком временском периоду. Оригинална прича у верзији из 1934. године садржи прегршт културних и етничких стереотипа о Кинезима, Ескимима, америчким староседеоцима и становницима Подсахарске Африке; Траверс се због критике два пута враћала оригиналу. У издању из 1967. године уклоњени су увредљиви изрази и стереотипни описи и дијалози, али је задржана основна фабула у којој Мери и деца посећују стране народе; У верзији из 1981. године људски ликови су замењени животињама. У овој верзији је илустраторка Мери Шепард изменила цртеж компаса, који је сада садржао белог медведа на северном, ару на јужном, панду на источном и делфина на западном делу компаса који показује страну света. 

### Мери Попинс се враћа(1935)
Ништа није како треба откад је Мери Попинс напустила Трешњевачку улицу број 17. Једног дана када господин Бенкс пошаље децу у парк, Мајкл на опште изненађење свих присутних пуштајући змаја донесе дадиљу, која се спустила држећи се за врпцу на змају. Поново преузима бригу о деци, а деца овог пута имају прилику да упознају неустрашиву Мис Ендру, присуствују чајанци која је наопачке и посете циркус на небу. У овој књизи породица Бенкс добија новог, петог члана, девојчицу Анабел. Као и у Мери Попинс, Мери напушта породицу на крају књиге помоћу зачараног рингишпила, али овог пута носећи са собом повратну карту, за случај да буде потребе да се врати.

### Мери Попинс отвара врата(1943)
Последњи пут када је Мери отишла понела је повратну карту, „за сваки случај“. У трећој књизи пада на земљу уз ватромет у парк близу Трешњевачке улице. Још једном прихвата бригу о деци, а деца поново пролазе кроз различите магичне авантуре. Овог пута посећују Мериног рођака Фреда Твиглија, спријатељују се са статуом из парка која је оживела, иду на јахање коња од пеперминт-шећерлеме и присуствују подводној забави у башти. 

### Мери Попинс у парку(1952)
Четврта књига Мери Попинс серијала садржи шест авантура које су деца доживела уз Мери Попинс за време шетњи парком у Трешњевачкој улици. Догађаји су поређани хронолошки и припадају радњи друге или треће књиге (Мери Попинс се враћа и Мери Попинс отвара врата). Неке од авантура кроз које пролазе су чајанка са људима који живе испод маслачака, посета мачкама са друге планете и плесање са својим сенкама за Ноћ вештица.

### Мери Попинс од А до Ш(1962)
Садржи 26 сцена (по једна за свако слово енглеског алфабета) у којима су приказани непредвидиви догађаји које су доживела деца Бенксових уз Мери Попинс. Свака сцена је испуњена смешним необичним речима које почињу датим словом.

### Мери Попинс у кухињи(1975)
Мери Попинс спасава дан када куварица Бенксових изненада оде. У овој књизи учи децу основама кувања, а приложени су и рецепти различитих јела. 

### Мери Попинс у Трешњевачкој улици(1982)
На магичну ноћ летње дугодневнице Мери води децу у још једну авантуру за памћење. Много тога необичног се може десити, па и да митска створења сиђу из раја. На полеђини књиге налази се листа биља које је поменуто у причи, уз локални ботанички и латински назив.

### Мери Попинс и кућа у комшилуку(1988)
Становници Трешњевачке улице разочарали су се када су сазнали да ће се у свима драгу празну напуштену кућу број 18, за коју је сваки комшија имао већ замишљеног новог станара из снова, уселити гувернанта породице Бенкс, госпођа Ендру, познатија као „Благи ужас“. Њен с негодовањем очекиван долазак донео је и пријатно изненађење, Лутија, дечака из Јужних мора који јој се придружио као слуга и ученик. Пресрећни због прилике да стекну новог пријатеља, Џејн и Мајкл нервираће се због забрана које је хипохондрична госпођа Ендру дала Лутију. Лути, са друге стране, постаје све више носталгичан за својом породицом и тропским пределима. Када потреба да се врати кући постане неподношљива, Мери Попинс ће му помоћи да се врати кући, водећи га у посету Месецу.

## Ликови

### Мери Попинс
Мери Попинс је магична дадиља која улеће у живот породице Бенкс у Вишњевачкој улици и прихвата обавезу бриге око њихове деце. Никада не признаје поседовање необичних магичних моћи и понаша се увређено када неко од деце помене авантуре кроз које су захваљујући њима прошли. Први пут долази у Вишњевачку улицу донета источним ветром. На крају прве књиге отвара кишобран како би полетела уз помоћ западног ветра и отишла. У истоименом филму из 1964. године глуми је Џули Ендруз; у наставку Мери Попинс се враћа из 2018. године улогу тумачи Емили Блант;

### Деца Бенксових
У књигама се појављује петоро деце: Џејн (најстарија), Мајкл, двојајчани близанци Џон и Барбара и Анабел. Џејн и Мајкл као најстарији иду на већину магичних авантура с Мери Попинс у свим књигама, а Џон и Барбара се придружују тек у другој књизи. Анабел је најмлађа, рађа се средином друге књиге. Иако узраст деце ниједном није експлицитно дат у књизи, претпоставља се да Џејн има око седам година у првој књизи, Џон и Барбара у истој књизи славе свој први рођендан. У филму и позоришном мјузиклу јављају се само Џејн и Мајкл. У филму улоге тумаче Кетрин Дотрис и Метју Гарбер. У другом делу из 2018. године представљени су као одрасли, а улоге тумаче Емили Мотример и Бен Вишо. Џон и Анабел су присутни у овом филму, али као Мајклова деца, а не брат и сестра. Мајкл има и треће дете које се зове Џорџи (највероватније названо по Мајкловом оцу).

### Господин Бенкс
Господин Бенкс је Мерин послодавац. Ради у банци и живи у Трешњевачкој улици број 17, са женом и децом. У књигама је ретко присутан. У филму има значајнију улогу. Приказан је као прек човек презаузет послом, који жели ред и у великој мери игнорише жену и децу. Током филма његов став се мења након што га Берт убеди да док је он на послу његов читав живот, укључујући и његову децу, пролази поред њега. Ништа од овога није поменуто у књизи. У позоришном мјузиклу његова улога је слична оној у филму, с тим што је прича допуњена подацима из књига, у којој је описано да је као дечак био запостављен од стране родитеља и мучен од стране окрутне гувернанте. 
У филму је често окупиран послом и занемарује децу. Његов лик се, међутим, мења, тако да на крају постаје брижан отац, што је приказано кроз поправљање и пуштање змаја са децом. Назив филма Спасавање господина Бенкса произилази из интерпретације филма из 1964 где Мери Попинс не долази због деце, већ због њиховог оца. Филм је направљен на основу претпоставке да је Траверс писала Мери Попинс као врсту искупљења јер је као дете била немоћна да спаси оца од његових сопствених мана. Тематика спасавања оца чини централно питање филма из 1964, укључујући и кулминацију радње у којој господин Бенкс сам и несрећан ноћу хода улицама Лондона. 

### Госпођа Бенкс
Госпођа Бенкс је жена Џорџа Бенкса и мајка Џејн, Мајкла, Џона, Барбаре и Анабел Бенкс. Њено име се не појављује у књигама, а у филму и позоришном мјузиклу је Винифред. У књизи је жена којој је тешко да се избори са вођењем домаћинства и осећа се донекле застрашено пред Мери Попинс, која се према њој понаша с презиром. У филму је сатирично представљена као сифражеткиња која се тако понаша само у јавности, док код куће и даље повлађује мужу. Разлог што је представљена као сифражеткиња је да би се објаснило зашто не проводи више времена са децом. У мјузиклу је бивша глумица која је под сталним притиском од стране мужа да уђе у његов социјални круг пријатеља. У филму из 1964. тумачи је Гилнис Џонс. 

### Чувар Парка
Чувар парка је истакнут позитиван лик у књигама. Често се појављује у сценама у парку, једном од Мериних омиљених места за шетњу с децом. Веома му је стало до правила понашања у парку. Збуњен је и понекад изнервиран због Мериних магичних авантура, али је прихватио да постоје неке ствари код ње које никада неће разумети. Тајно чезне за својим детињством и користи сваку прилику да се придружи деци у играма као што је пуштање змаја и паљење ватромета. Пуно име му је Фред Смит, а његова мајка је жена која продаје птице. Не појављује се у филму, али се појављује у мјузиклу. У мјузиклу пева песму „Let's Go Fly a Kite“ са Бертом и децом. 

### Берт
Берт је пријатељ Мери Попинс. У књигама када је време лепо црта кредом по асфалту живописне цртеже, а када пада киша продаје шибице. Мери Попинс понекад излази са Бертом када има слободан дан, што је сваког другог четвртка. Берт је такође пријатељ породице Бенкс и осталих становника Трешњевачке улице. У филму Берт представља комбинацију лика из књиге и димничара и има значајнију улогу него што има у књизи. Он је тај који саветује господина Бенкса да  промени свој однос према деци и послу. У мјузиклу има сличну улогу, јавља се као наратор и пријатељ Мери Попинс и деце. У филму из 1964. Године лик Берта тумачи Дик ван Дајк.

### Остали ликови
Поред ових ликова јављају се још и: госпођа Ларк, Адмирал Бум, послуга која ради код Бенксових, жена која храни птице, госпођица Клара Кори, Ени и Фени, Алберт Виг, Артур и Топси Трви, Фред Твигли, жена са балонима, Нели Рубина и ујак Доџер, Нелеј и Орион, госпођа Ендру, димничар, полицајац Алберт, професор, сладолеџија, лорд Мајор, премијер, Маја и други.